# دميتري موراتوف
ديمتري أندريفيتش موراتوف (بالروسية: Дмитрий Андреевич Муратов، وُلد 30 أكتوبر 1961) صحفي روسي، مدير تحرير صحيفة نوفايا جازيتا، وكان محررًا في الصحيفة من 1995 إلى 2017. مُنح جائزة نوبل للسلام في 2021 بالاشتراك مع ماريا ريسا.
وصفت لجنة حماية الصحفيين صحيفته نوفايا جازيتا بأنها «الصحيفة الناقدة الوحيدة ذات التأثير الوطني في روسيا اليوم». وتُعرف الصحيفة بتقاريرها الدقيقة حول مواضيع حساسة مثل الفساد الحكومي وخروقات حقوق الإنسان.
في 2007، نال جائزة حرية الصحافة الدولية من لجنة حماية الصحفيين. وهي جائزة تُمنح للصحفيين الذي يظهرون الشجاعة في الدفاع عن حرية الصحافة في مواجهة الهجمات والتهديدات والسجن.
في 18 يناير 2010، مُنح وسام جوقة الشرف، أعلى تكريمات فرنسا، بدرجة فارس.

## النشأة والتعليم
وُلد دميتري أندريفيتش موراتوف في 30 أكتوبر 1961 في كويبيشيف، التي تسمى سامارا الآن. درس في كلية فقه اللغة في جامعة كويبيشيف الحكومية لمدة خمس سنوات، حيث اكتشف اهتمامه بالصحافة. وخلال دراسته الجامعية، كان على اتصال بالصحف المحلية وعمل بدوام جزئي في الصحافة.
بعد التخرج في جامعة كويبيشيف الحكومية، أدى الخدمة العسكرية لمدة سنتين في الجيش السوفيتي من 1983 إلى 1985. تحدث عن مهمته في الجيش، إذ قال أنه كان مسؤولًا عن ترتيب المعدات.

## العمل الصحفي
في 1987، بدأ موراتوف العمل مراسلًا لصحيفة فلزوشني كامسامولتس. بنهاية عامه الأول عُين مديرًا لقسم الشباب في كامسامولسكيا برافدا، ثم رُقي إلى محرر مقالات إخبارية. وترك الصحيفة في 1988.

## الجوائز والتكريم
منح جائزة نوبل للسلام لعام 2021. في 22 مارس 2022، أعلن نيته طرح الجائزة في مزاد يخصص عائده لمساعدة اللاجئين الأوكرانيين جراء الغزو الروسي لأوكرانيا.